# Všeobecné volby v Togu v roce 1979

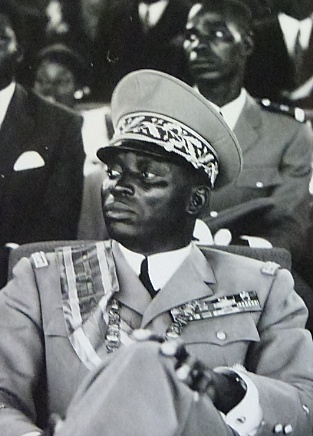
Vítěz voleb Gnassingbé Eyadéma (1972)

Všeobecné volby v Togu se konaly 30. prosince 1979. Spolu s nimi se konalo také ústavní referendum, které potvrdilo status Toga jako státu jedné strany. Jedinou legální stranou v zemi byla Rassemblement du Peuple Togolais (RPT). Její předseda a úřadující prezident Gnassingbé Eyadéma byl jediným kandidátem v prezidentských volbách. RPT pak jako jediná kandidovala v parlamentních volbách. Kandidátní listina sestávala ze 67 lidí a voleno bylo 67 poslanců Národního shromáždění. Voliči tak měli možnost buď volit celou kandidátku nebo vhodit neplatný hlas. Podle oficiálních výsledků byla volební účast 99,25 % v parlamentní a 99,45 % v prezidentské části voleb.

## Volební výsledky

### Prezidentské volby
| Kandidát                            | Politická strana                    | První kolo | První kolo |
| Kandidát                            | Politická strana                    | Hlasy      | %          |
| ----------------------------------- | ----------------------------------- | ---------- | ---------- |
| Gnassingbé Eyadéma                  | Rassemblement du Peuple Togolais    | 1 296 584  | 100 %      |
| Celkem                              | Celkem                              | 1 296 584  | 100 %      |
|                                     |                                     |            |            |
| Platných hlasů                      | Platných hlasů                      | 1 296 584  | 99,98 %    |
| Neplatných hlasů                    | Neplatných hlasů                    | 267        | 0,02 %     |
| Celkem hlasů                        | Celkem hlasů                        | 1 296 851  | 100 %      |
| Registrovaných voličů/volební účast | Registrovaných voličů/volební účast | 1 303 970  | 99,45 %    |

### Parlamentní volby
| Politická strana                    | Hlasy     | %       | Mandáty |
| ----------------------------------- | --------- | ------- | ------- |
| Rassemblement du Peuple Togolais    | 1 250 942 | 100 %   | 67      |
| Celkem                              | 1 250 942 | 100 %   | 67      |
|                                     |           |         |         |
| Platných hlasů                      | 1 250 942 | 96,65 % |         |
| Neplatných hlasů                    | 43 301    | 3,35 %  |         |
| Celkem hlasů                        | 1 294 243 | 100 %   |         |
| Registrovaných voličů/volební účast | 1 303 970 | 99,25 % | .       |